# Western Hemisphere Institute for Security Cooperation
Western Hemisphere Institute for Security Cooperation (WHISC), tidligere School of the Americas (SOA), er en amerikansk uddannelsesinstitution beliggende i Columbus, Georgia. USA. Instituttets største opgave er at uddanne og træne militære ledere og specialister fra Latinamerika.

## Kendte tidligere elever
| Country     | Graduates                                   |
| ----------- | ------------------------------------------- |
| Argentina   | Leopoldo Galtieri, Roberto Eduardo Viola    |
| Bolivia     | Hugo Banzer Suárez                          |
| Ecuador     | Guillermo Rodríguez                         |
| El Salvador | Roberto D'Aubuisson                         |
| Guatemala   | Efraín Ríos Montt                           |
| Panama      | Manuel Noriega, Omar Torrijos               |
| Peru        | Vladimiro Montesinos, Juan Velasco Alvarado |
| Venezuela   | Juan Manuel Sucre Figarella                 |

| Skole | Spire Denne artikel om en skole, en uddannelsesinstitution eller uddannelse er en spire som bør udbygges. Du er velkommen til at hjælpe Wikipedia ved at udvide den. |

| Militær | Spire Denne artikel om militær er en spire som bør udbygges. Du er velkommen til at hjælpe Wikipedia ved at udvide den. |

32°22′N 84°58′V / 32.37°N 84.96°V